# Wolfgang Stegemann
Wolfgang Stegemann (* 8. November 1945 in Barkhausen an der Porta; † 12. Juli 2023) war ein deutscher  evangelisch-lutherischer Theologe und Professor für Neues Testament der Augustana-Hochschule in Neuendettelsau, wo er 1984 bis 2010 lehrte. Er etablierte die sozialgeschichtliche Exegese des Neuen Testaments und engagierte sich gegen Antisemitismus in Theologie, Kirche und Gesellschaft.

## Werdegang
Stegemann war eines von fünf Kindern des Drehermeisters Willi Stegemann und seiner Ehefrau Martha (geb. Nehlmeyer). Ekkehard W. Stegemann war sein Zwillingsbruder.
Stegemann promovierte 1975 bei Lothar Steiger an der Universität Heidelberg mit einer Arbeit über die Hermeneutik von Rudolf Bultmann. 1983 habilitierte er sich an derselben Universität mit einer Arbeit über die historisch-soziale Situation des lukanischen Doppelwerkes. Er war von 1973 bis 1977 Assistent für Neues Testament an der Johannes Gutenberg-Universität Mainz und von 1979 bis 1984 Assistent für Systematische Theologie und Neues Testament an der Universität Heidelberg. Von 1984 bis 2010 war er als Nachfolger von August Strobel Professor am Lehrstuhl Neues Testament der Augustana-Hochschule Neuendettelsau. Sein Nachfolger ist sein ehemaliger Assistent Christian Strecker. Sein Zwillingsbruder Ekkehard W. Stegemann war Professor für Theologie des Neuen Testaments an der Universität Basel.
Anlässlich seines 70. Geburtstages im Jahr 2015 wurde er von der Augustana-Hochschule Neuendettelsau in einer Feierstunde durch den Rektor der Hochschule Christian Strecker für sein Eintreten für „westliche Werte“ geehrt. Zum selben Anlass erschien eine Aufsatzsammlung Stegemanns mit dem Titel: Streitbare Exegesen.
Wolfgang Stegemann starb im Juli 2023 im Alter von 77 Jahren.

## Forschungsansätze
Stegemann konnte neben Gerd Theißen, Bruce J. Malina u. a. die sozialgeschichtliche Bibelauslegung in der Teildisziplin Neues Testament etablieren. Forschungsschwerpunkte waren die Sozialgeschichte des Urchristentums und die Kulturanthropologie des Neuen Testaments. Darüber hinaus finden sich auch Veröffentlichungen zu zeitgeschichtlichen Fragestellungen.
In Jesus und seine Zeit (2010) untersuchte Stegemann Konsequenzen eines „Ethnizitätsmodells“ des Judentums, im Gegensatz zu einer neuzeitlichen Auffassung als Religion im Sinn einer „Abstraktion und Objektivierung einer komplexen Wirklichkeit“ (W. C. Smith). Dagegen seien in den antiken Mittelmeerkulturen religiöse Überzeugungen und Praktiken in die sozialen Institutionen Gemeinwesen und Familie eingebettet gewesen. Stegemann geht insofern über Ed Parish Sanders’ Begriff des „allgemeinen Judentums“ (common Judaism) hinaus, als er für die kollektive Identität des Volks der Judäer auch Wohngebiet, Sprache, Geschichtserzählungen oder Sitten als wesentlich ansieht. Daraus leitete er seine Kritik an einer Sicht des antiken Judentums ab, die die Zersplitterung in verschiedene „Sekten“ in den Vordergrund stellt. Außerdem sei die Frage nach der grundsätzlichen Haltung des historischen Jesus zur Tora falsch gestellt, da diese unaufgebbarer Bestandteil seiner in dieser Weise als umfassend verstandenen jüdischen Identität war. Bei den im Neuen Testament überlieferten Konflikten mit anderen Gesetzeslehrern könne es sich immer nur um Meinungsverschiedenheiten zu Auslegungsfragen innerhalb der jüdischen Tradition handeln, niemals um deren Infragestellung als solche.
Stegemann war Mitglied der Context Group und Mitherausgeber der Zeitschrift Kirche und Israel.

## Positionen zum Antisemitismus
Stegemann war der Ansicht, dass sich der traditionelle Antisemitismus von „den Juden“ auf „den Staat Israel“ verlagert habe. Als Mitherausgeber der Zeitschrift Kirche und Israel unterstützte er neben theologisch ausgerichteten Beiträgen auch die Publikation von Artikeln, die auf die Stellung des Staates Israel eingehen, etwa zum Goldstone-Bericht oder zu den Publikationen des israelischen Historikers Shlomo Sand. Einen Artikel konnte  auch der politische Aktivist Alan M. Dershowitz veröffentlichen.
Im Februar 2012 kritisierte Stegemann den badischen Landesbischof Ulrich Fischer in einem offenen Brief, weil dieser sich anerkennend über den Träger des Aachener Friedenspreises 2008 und des deutschen Medienpreises 2011, Pfarrer Mitri Raheb aus Bethlehem, geäußert hatte. Stegemann warf Raheb vor, dieser propagiere die „‚Entjudung‘ Jesu“ und schließe insoweit an „Nazitheologen“ an.
Am 4. Juni 2013 warf Stegemann in einem mit seinem Bruder verfassten offenen Brief dem Ökumenischen Rat der Kirchen „antisemitische Propaganda“ und „hasserfüllte Verzerrungen Israels“ vor. Der Rat hatte in der Abschlusserklärung zur internationalen ökumenischen Konferenz „Christliche Präsenz und Christliches Zeugnis im Nahen Osten“, die er zusammen mit dem Rat der Kirchen im Mittleren Osten vom 21. bis 25. Mai 2013 im Kloster Notre-Dame-du-Mont im Libanon veranstaltet hatte, eine angebliche „Manipulation der öffentlichen Meinung durch zionistische Lobbys“ kritisiert und Jerusalem als „besetzte Stadt“ bezeichnet. Der Generalsekretär des Rates Olav Fykse Tveit wies den  Antisemitismusvorwurf Stegemanns zurück und warf diesem seinerseits vor, jegliche Kritik an der Besatzungspolitik des Staates Israel delegitimieren zu wollen. Man müsse sagen dürfen, dass Ost-Jerusalem okkupiert sei.

## Veröffentlichungen (Auswahl)
- Mitherausgeber der Zeitschrift Kirche und Israel, Neukirchener Verlagsgesellschaft, Neukirchen-Vluyn, ISSN 0179-7239.
- Das Evangelium und die Armen. Über den Ursprung der Theologie der Armen im Neuen Testament, München 1981.
- Jesus von Nazareth – Hoffnung der Armen, zusammen mit Luise Schottroff, Stuttgart ³1990.
- Der Gott der kleinen Leute. Sozialgeschichtliche Bibelauslegung (Hrsg., zusammen mit Willy Schottroff) (2 Bde.), München ²1979.
- Kirche und Nationalsozialismus (Hrsg.), 2., überarb. und erw. Aufl., Stuttgart 1992.
- Urchristliche Sozialgeschichte. Die Anfänge im Judentum und die Christusgemeinden in der mediterranen Welt, zusammen mit Ekkehard W. Stegemann, Stuttgart 1997.
- Jesus und seine Zeit, Stuttgart 2010, ISBN 3-17-012339-4.